# Cayo Muerto (Falcón)
El Cayo Muerto es una isla perteneciente a Venezuela, que administrativamente hace parte del Estado Falcón. Está protegida ya que hace parte del Parque nacional Morrocoy. No debe confundirse con otra isla del mismo nombre pero ubicada en el Parque nacional Los Roques (Cayo Muerto).
Es las más cercana a la localidad Chichiriviche y con la mayor abundancia de palmeras. Es un poco más pequeña que Cayo Sal, queda a 5 minutos del malecón, tiene igualmente abundantes palmas, posee servicio de restaurante y toldos, vendedores de ostras y artesanías, aguas tranquilas y arenas blancas, es también excelente para niños y ancianos.
Cuentan los habitantes del pueblo que en la antigüedad, los indígenas llevaban a sus víctimas para esa pequeña isla donde los sacrificaban. De tal manera que con el tiempo por tantas muertes que se produjeron supuestamente en la isla, es que hoy en día recibe el nombre de cayo muerto.